# Pierre Trouée von Aizier
Der Pierre Trouée von Aizier ist ein Lochstein (französisch Pierre-Percée), der seit 1976 in Sichtweite der Tancarville-Brücke am Ufer der Seine nahe der Kirche von Aizier im Département Eure in der Normandie in Frankreich steht.
Der Stein ist der einzige Überrest der bei der Erstellung der Straße nach Bourne im 19. Jahrhundert zerstörten „Allée couverte d’Aizier“, deren Zugangsstein er war. Der Stein ist etwa 1,7 m hoch und breit und etwa 22 cm dick. Das Seelenloch hat einen Durchmesser von 47 cm.
Diese Art von Allée couverte stammt aus dem Neolithikum, etwa 3500 bis 2800 v. Chr. und ist in der Region ziemlich häufig. Ein ganz ähnlicher Rest ist der Heidenstein von Niederschwörstadt in Baden-Württemberg.